# 샤를 3세 드 부르봉 공작
부르봉 공작 샤를 3세(Charles III de Bourbon, 1490년 2월 17일 – 1527년 5월 6일)은 프랑스의 군사 지도자이자, 1501년부터 1523년의 몽팡시에, 클레르몽, 오베르뉴의 백작이며, 오베르뉴의 도팽, 1505년부터 1521년까지의 부르봉, 오베르뉴 공작이자 클레르몽텅보베지스(Clermont-en-Beauvaisis), 포레즈(Forez), 라마르슈(La Marche)의 백작이며, 보주(Beaujeu)의 영주이다. 또한 부르봉의 콘네타블로도 알려진 그는 프랑스의 군주에 대항한 마지막 대영주였다. 그는 1527년에 로마 약탈이라고 알려지게 된 전투에서 신성로마제국 황제 카를 5세의 황제군을 이끌었으며, 그 전투에서 전사했다.

## 생애

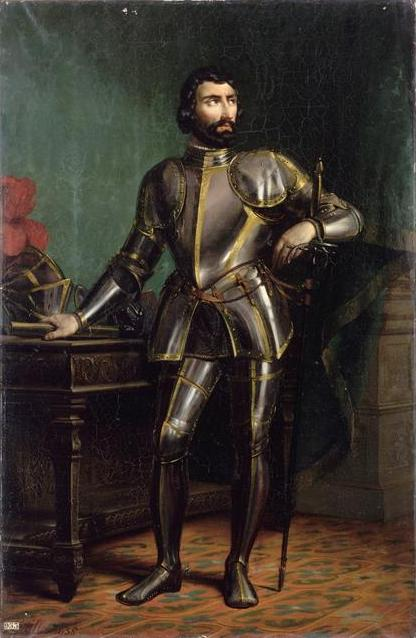
베르나르 게이요가 그린 샤를 3세의 19세기 초상화.

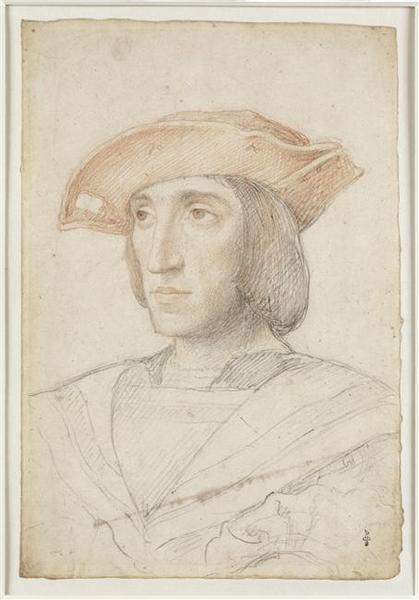
장 클루에가 그린 소위 부르봉의 콘네타블이라는 초상화

샤를은 몽팡시에 백작 질베르와 곤차가 가문의 클라라(1464년 7월 1일- 1503년 6월 2일) 사이에서 둘째 아들로 몽팡시에에서 태어났다. 클라라는 만토바 후작 페데리코 1세 곤차가와 그의 아내 브란덴부르크의 바르바라 사이에서 태어난 딸이다. 1496년에 질베르가 사망하고, 그의 장남인 루이 2세가 계승하였다. 1501년에 루이 2세가 독신으로 살다가 후계자 없이 사망했다. 그래서 차남인 샤를이 가문의 작위와 오베르뉴 지역의 거대한 토지를 상속받아 몽팡시에 백작과 오베르뉴 백작이 되었다.

## 혼인
1505년 5월 10일, 샤를은 부계쪽 6촌 여동생인 쉬잔과 혼인하였다. 이는 부르봉 본가의 마지막 적자이었던 쉬잔의 아버지 부르봉 공작 피에르 2세가 아들 없이 사망하자 부르봉 가문의 영지에 대한 상속문제를 매듭짓고자 한 정략 결혼이였다. 샤를은 부르봉 가문 상속의 차기후손이었으며, 게다가 그는 부르봉가의 남계후손이었고 쉬잔은 유일한 법정 상속인이었다. 이 결혼으로, 부르봉 공작으로서 샤를 3세의 지위는 반박의 여지가 없었다. 이 결혼은 다른 이유로도 중요했었는데 1525년에 샤를 4세 달랑송의 죽음으로, 샤를은 남계 후손이 부재일 경우에 프랑스 왕실 가문의 부계 후손이 되었다.
|                                                 |                                                 |                                                 |                                                 |                                                 |                                                 |  |  | 부르봉 공작 장 1세                    |                                       |                                       |                                       |                                       |                                       |  |  |                        |                        |                        |                        |                        |                        |  |  |  |  |  |  |  |  |  |  |  |  |  |  |  |  |  |  |  |  |
|                                                 |                                                 |                                                 |                                                 |                                                 |                                                 |  |  |                                       |                                       |                                       |                                       |                                       |                                       |  |  |                        |                        |                        |                        |                        |                        |  |  |  |  |  |  |  |  |  |  |  |  |  |  |  |  |  |  |  |  |
|                                                 |                                                 |                                                 |                                                 |                                                 |                                                 |  |  |                                       |                                       |                                       |                                       |                                       |                                       |  |  |                        |                        |                        |                        |                        |                        |  |  |  |  |  |  |  |  |  |  |  |  |  |  |  |  |  |  |  |  |
|                                                 |                                                 |                                                 |                                                 |                                                 |                                                 |  |  | 부르봉 공작 샤를 1세                  | 부르봉 공작 샤를 1세                  | 부르봉 공작 샤를 1세                  | 부르봉 공작 샤를 1세                  | 부르봉 공작 샤를 1세                  | 부르봉 공작 샤를 1세                  |  |  | 몽팡시에 백작 루이 1세 | 몽팡시에 백작 루이 1세 | 몽팡시에 백작 루이 1세 | 몽팡시에 백작 루이 1세 | 몽팡시에 백작 루이 1세 | 몽팡시에 백작 루이 1세 |  |  |  |  |  |  |  |  |  |  |  |  |  |  |  |  |  |  |  |  |
|                                                 |                                                 |                                                 |                                                 |                                                 |                                                 |  |  | 부르봉 공작 샤를 1세                  | 부르봉 공작 샤를 1세                  | 부르봉 공작 샤를 1세                  | 부르봉 공작 샤를 1세                  | 부르봉 공작 샤를 1세                  | 부르봉 공작 샤를 1세                  |  |  | 몽팡시에 백작 루이 1세 | 몽팡시에 백작 루이 1세 | 몽팡시에 백작 루이 1세 | 몽팡시에 백작 루이 1세 | 몽팡시에 백작 루이 1세 | 몽팡시에 백작 루이 1세 |  |  |  |  |  |  |  |  |  |  |  |  |  |  |  |  |  |  |  |  |
|                                                 |                                                 |                                                 |                                                 |                                                 |                                                 |  |  |                                       |                                       |                                       |                                       |                                       |                                       |  |  |                        |                        |                        |                        |                        |                        |  |  |  |  |  |  |  |  |  |  |  |  |  |  |  |  |  |  |  |  |
| 부르봉의 마르그리트 필리포 2세 디 사보이아 공작 | 부르봉의 마르그리트 필리포 2세 디 사보이아 공작 | 부르봉의 마르그리트 필리포 2세 디 사보이아 공작 | 부르봉의 마르그리트 필리포 2세 디 사보이아 공작 | 부르봉의 마르그리트 필리포 2세 디 사보이아 공작 | 부르봉의 마르그리트 필리포 2세 디 사보이아 공작 |  |  | 부르봉 공작 피에르 2세 × 안 드 프랑스 | 부르봉 공작 피에르 2세 × 안 드 프랑스 | 부르봉 공작 피에르 2세 × 안 드 프랑스 | 부르봉 공작 피에르 2세 × 안 드 프랑스 | 부르봉 공작 피에르 2세 × 안 드 프랑스 | 부르봉 공작 피에르 2세 × 안 드 프랑스 |  |  | 몽팡시에 백작 질베르   | 몽팡시에 백작 질베르   | 몽팡시에 백작 질베르   | 몽팡시에 백작 질베르   | 몽팡시에 백작 질베르   | 몽팡시에 백작 질베르   |  |  |  |  |  |  |  |  |  |  |  |  |  |  |  |  |  |  |  |  |
| 부르봉의 마르그리트 필리포 2세 디 사보이아 공작 | 부르봉의 마르그리트 필리포 2세 디 사보이아 공작 | 부르봉의 마르그리트 필리포 2세 디 사보이아 공작 | 부르봉의 마르그리트 필리포 2세 디 사보이아 공작 | 부르봉의 마르그리트 필리포 2세 디 사보이아 공작 | 부르봉의 마르그리트 필리포 2세 디 사보이아 공작 |  |  | 부르봉 공작 피에르 2세 × 안 드 프랑스 | 부르봉 공작 피에르 2세 × 안 드 프랑스 | 부르봉 공작 피에르 2세 × 안 드 프랑스 | 부르봉 공작 피에르 2세 × 안 드 프랑스 | 부르봉 공작 피에르 2세 × 안 드 프랑스 | 부르봉 공작 피에르 2세 × 안 드 프랑스 |  |  | 몽팡시에 백작 질베르   | 몽팡시에 백작 질베르   | 몽팡시에 백작 질베르   | 몽팡시에 백작 질베르   | 몽팡시에 백작 질베르   | 몽팡시에 백작 질베르   |  |  |  |  |  |  |  |  |  |  |  |  |  |  |  |  |  |  |  |  |
| 루이사 디 사보이아 × 샤를 당굴렘                | 루이사 디 사보이아 × 샤를 당굴렘                | 루이사 디 사보이아 × 샤를 당굴렘                | 루이사 디 사보이아 × 샤를 당굴렘                | 루이사 디 사보이아 × 샤를 당굴렘                | 루이사 디 사보이아 × 샤를 당굴렘                |  |  | 부르봉 여공작 수잔                    | 부르봉 여공작 수잔                    | 부르봉 여공작 수잔                    | 부르봉 여공작 수잔                    | 부르봉 여공작 수잔                    | 부르봉 여공작 수잔                    |  |  | 부르봉 공작 샤를 3세   | 부르봉 공작 샤를 3세   | 부르봉 공작 샤를 3세   | 부르봉 공작 샤를 3세   | 부르봉 공작 샤를 3세   | 부르봉 공작 샤를 3세   |  |  |  |  |  |  |  |  |  |  |  |  |  |  |  |  |  |  |  |  |
| 루이사 디 사보이아 × 샤를 당굴렘                | 루이사 디 사보이아 × 샤를 당굴렘                | 루이사 디 사보이아 × 샤를 당굴렘                | 루이사 디 사보이아 × 샤를 당굴렘                | 루이사 디 사보이아 × 샤를 당굴렘                | 루이사 디 사보이아 × 샤를 당굴렘                |  |  | 부르봉 여공작 수잔                    | 부르봉 여공작 수잔                    | 부르봉 여공작 수잔                    | 부르봉 여공작 수잔                    | 부르봉 여공작 수잔                    | 부르봉 여공작 수잔                    |  |  | 부르봉 공작 샤를 3세   | 부르봉 공작 샤를 3세   | 부르봉 공작 샤를 3세   | 부르봉 공작 샤를 3세   | 부르봉 공작 샤를 3세   | 부르봉 공작 샤를 3세   |  |  |  |  |  |  |  |  |  |  |  |  |  |  |  |  |  |  |  |  |
|                                                 |                                                 |                                                 |                                                 |                                                 |                                                 |  |  |                                       |                                       |                                       |                                       |                                       |                                       |  |  |                        |                        |                        |                        |                        |                        |  |  |  |  |  |  |  |  |  |  |  |  |  |  |  |  |  |  |  |  |
| 프랑스 국왕 프랑수아 1세                        |                                                 |                                                 |                                                 |                                                 |                                                 |  |  |                                       |                                       |                                       |                                       |                                       |                                       |  |  |                        |                        |                        |                        |                        |                        |  |  |  |  |  |  |  |  |  |  |  |  |  |  |  |  |  |  |  |  |

## 경력
이탈리아 전쟁에서 군인으로서 이미 검증 받은 샤를 3세는 1515년에 프랑수아 1세에 의해 프랑스의 콘네타블로 임명되었다. 부르봉 공작 샤를 3세는 마리냐노 전투에서 선봉을 지휘하며 대단한 활약을 펼쳤고 그 보상으로 밀라노 총독직을 수여받았다. 하지만 프랑수아 1세는 부유하고 힘있는 공작의 출현에 불안해하며 그를 견제하였다. 그리하여 곧 그를 프랑스로 불러들여 전투로 쌓은 공적보상을 취소하였다. 국왕의 조치에 불만스러웠지만 어쩔수 없었다. 그러나 샤를 3세는 네덜란드 원정의 선봉 지휘를 알랑송 공작 샤를 4세(왕의 매형)로 임명한 것에 분노하였다. 본래는 선봉 지휘는 그의 보직이였기 때문이다. 지속적인 왕의 견제로 인하여 프랑수아 1세와 부르봉 공작 샤를 3세의 사이는 점차 나빠지고 있었다.
1521년 샤를 3세의 부인 쉬잔의 죽음은 샤를 3세와 프랑수아 1세 사이를 완전히 갈라놓았다. 쉬잔은 샤를에게 모든 영지를 상속하였지만, 왕의 어머니 사부아의 루이즈는 혈족관계상 쉬잔과의 친족 관계가 더 가깝다고하며 상속지에 대한 권리를 주장하였다. 루이즈는 상속 문제를 해결하기 위해 샤를 3세에게 결혼을 제안했으나, 샤를 3세는 루이즈가 55세가 넘었고 자신보다 14년이나 늙었다는 이유를 들어 거절했다.(자식이 없던 샤를은 이미 폐경기에 들어선 여성과 혼인을 할수는 없었다) 국왕 프랑수아 1세는 어머니를 대신하여 소송이 열리기 전에 샤를 3세 부르봉 공작 영지를 압류하였다. 국왕을 이길 수 없을 거라 여긴 샤를은 신성 로마 제국 황제 카를 5세를 섬기는 걸 동의하는 밀약을 맺었다. 신성 로마 황제, 콘네타블, 헨리 8세는 프랑스를 분할할 엄청난 계획을 세웠다. 그러나 이 계획이 발각되며 이뤄지진 못했고 샤를은 그의 직위에서 쫓겨나고 반역자로 선포되었다. 그는 1523년에 이탈리아로 망명했다.
1525년 그는 파비아 전투에서 싸우며, 롬바르디아에서 기욤 구피에 드 본니베가 이끄는 프랑스군을 몰아냈다. 코냑동맹전쟁(1526-1530)이 시작되자 황제 카를 5세는 1527년에 샤를에게 스페인-독일 연합군(루터교도로 이뤄진)의 지휘권을 주며 도시 로마 탈환을 위해 남하를 명령했다. 1527년 5월6일에 로마에 도착한후 공성전이 벌어졌는데 이 전투에서 샤를은 총탄에 맞아 전사하고 말았다. 로마 수비군으로 참전했던 벤베누토 첼리니(예술가이자 금세공사)는 자신이 샤를을 사살했다고 주장했다. 샤를이 전사로 황제군(스페인+독일연합)은 흥분하였고 지휘체계가 무너져 버렸다. 분노한 황제군은 로마를 점령한 후 무자비하게 약탈을 자행했다.(이하 약탈에 대해서는 로마약탈(1527년)을 참고하기 바람)

## 자손과 계승
수잔과 사이에서 쌍둥이를 얻었으나 쌍둥이는 얼마 살지 못하고 죽었다. 샤를이 전사함으로 부르봉 공작 가문의 남계는 단절됐으며, 방계 (방돔 공작) 가문에 의한 승계는 허락 받지 못했다. 샤를이 반역행위를 했기 때문이다. 그러나 몽팡시에 백작령과 오베르뉴 도팽령은 이후 그의 자매인 루이즈(Louise)에게 반환되었다. 무굴 제국의 황제 아크바르의 친척인 몽골 공주 알래뉴 알티무르와 결혼한 샤를 드 부르봉의 사생아인 장 필리프 드 부르봉의 후손이라고 "인도의 부르봉 가문"은 주장하고 있다.

## 참고 자료
- Duruy, Victor, Martha Ward Carey, and John Franklin Jameson, A history of France, (Thomas Y. Crowell and Co.:Boston, 1889)
- Pardoe, Julie, The Court and Reign of Francis the First, King of France, (Lea and Blanchard:Philadelphia, 1849)
- Treat, James, The Catacombs of Rome, (The Old Corner Bookstore Inc.: Boston, 1907)
- Louis Rousselet, "The Son of the Constable of France", (Gilbert & Rivington: London 1892)
- Grece, Michel de, "Le Rajah Bourbon",(Lattes: Paris 2007)

| 이전 루이 2세 | 클레르몽, 몽팡시에 백작 오베르뉴의 도팽 1501년–1527년                               | 이후 루이사 |
| 이전 프랑수아 | 샤텔로 공작 1515년–1527년                                                           | 이후 루이사 |
| 이전 쉬잔     | 오베르뉴, 부르봉 공작 클레르몽텅보베지스, 포레즈, 지앙, 라마르슈 백작 1521년–1527년 | 이후 루이사 |